# Rue Harpignies
La rue Harpignies est une voie du 20e arrondissement de Paris, en France.

## Situation et accès

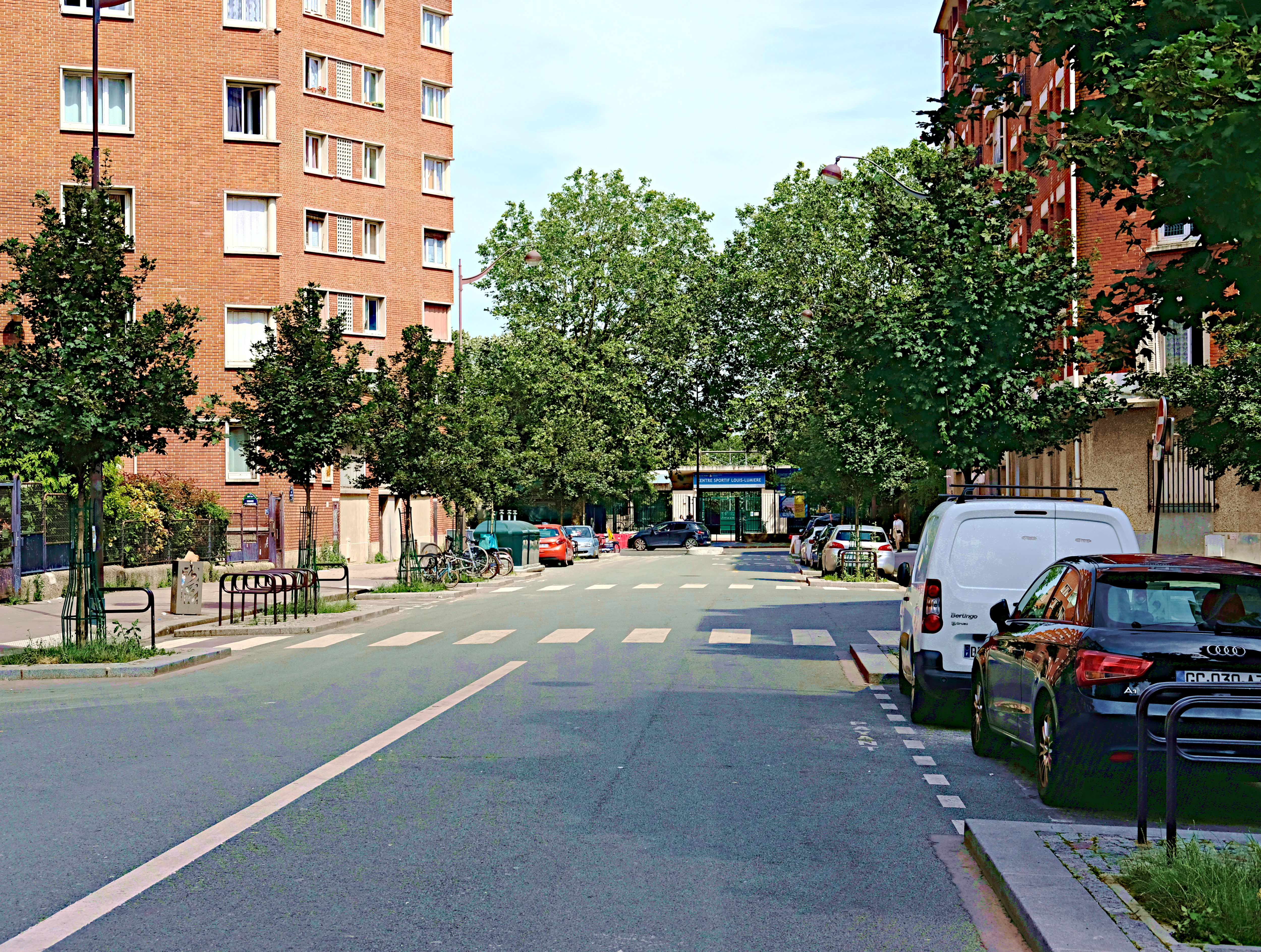
Rue Harpignies en juin 2024.

La rue Harpignies est une voie publique située dans le 20e arrondissement de Paris. Elle débute au 110, boulevard Davout et se termine rue Louis-Lumière.
Le quartier est desservi par la ligne 9 à la station Porte de Montreuil.

## Origine du nom

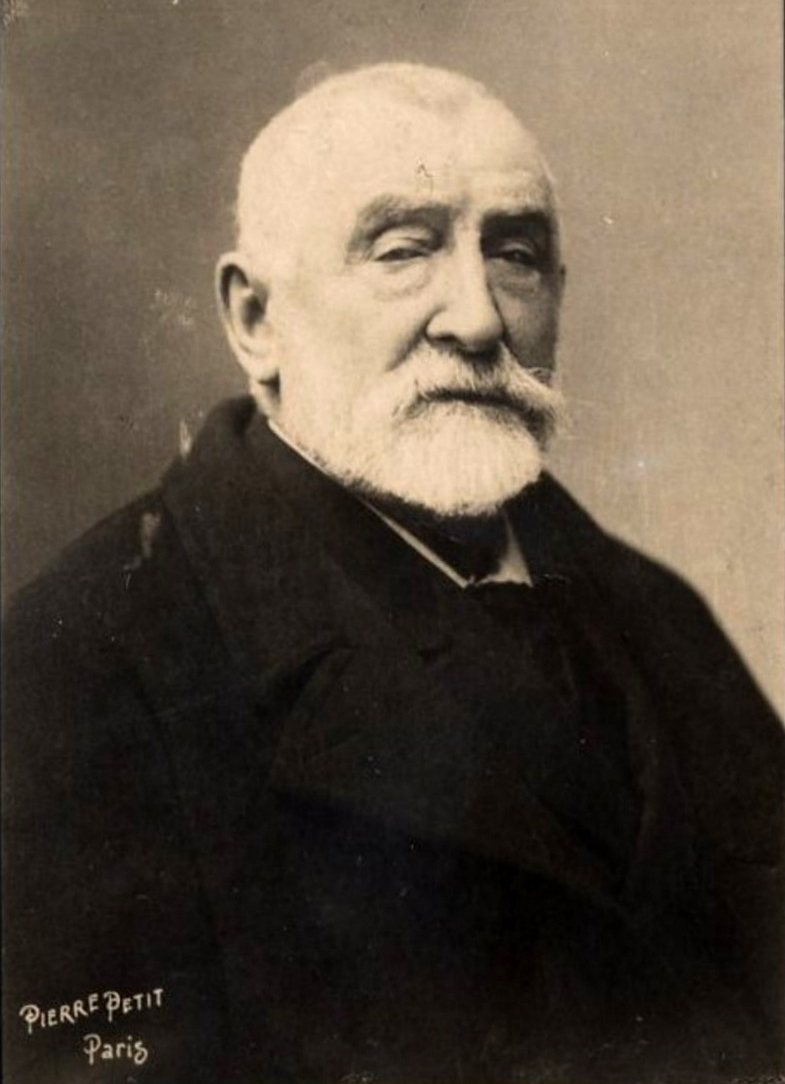
Henri Harpignies.

Cette voie porte le nom d'Henri Harpignies (1819-1916), peintre paysagiste, aquarelliste et graveur français.

## Historique
La voie a été ouverte et a pris sa dénomination actuelle par un arrêté du 5 août 1929 sur l'emplacement du bastion no 13 de l'enceinte de Thiers.